# Isole Serych Gusej
Le isole Serych Gusej, (in russo Острова Серых Гусей, оstrova Serych Gusej; in italiano "isole delle oche cenerine") sono un gruppo di isole che si trovano nel Mare dei Čukči.
Amministrativamente fanno parte del Circondario autonomo della Čukotka nel Circondario federale dell'Estremo Oriente.

## Geografia
L'arcipelago, che è composto da 3 isole, più molte isolette senza nome, si trova all'ingresso (nella parte nord-ovest) della baia Koljučinskaja (губа Колючинская) e si estende in direzione nord-sud, proseguendo dopo una striscia di terra che parte dalla penisola dei Čukči nella stessa direzione e si chiama koca Dlinnaja (коса Длинная). Le isole sono parallele alla costa della penisola dei Čukči, a una media di 5 km di distanza, e circondano la laguna Kunėrvin (лагуна Кунэрвин). L'isola Južnyj, la più meridionale è a soli 2 km di distanza dalla lingua di terra (коса Беляка, kosa Beljaka) che si protende verso ovest dalla costa opposta, separando in questo modo quasi del tutto la baia Koljučinskaja dal mare dei Čukči.
- Isola Severnyj o Isola del Nord (Остров Северный), la più settentrionale, ha una dozzina di isolette sul lato occidentale.
- Isola Malyj o Isola Piccola (Остров Малый), al centro.
- Isola Južnyj o Isola del Sud (Остров Южный) è l'isola più grande  dell'arcipelago, la sua lunghezza è di 12 km. L'isola è formata da pianure sabbiose disseminate di laghi salati di piccole dimensioni, il maggiore, il lago Solënoe (озеро Солёное), si trova a nord.

Il mare intorno all'arcipelago è ricoperto dal ghiaccio per una media di nove o dieci mesi all'anno ed è quindi collegato alla terraferma per la maggior parte dell'anno.
Le isole sono un importante luogo di sosta per la migrazione degli uccelli marini che si fermano sulle isole in media per 26 giorni.

## Isole adiacenti
- Isola di Koljučin, circa 22 km a nord dalla punta settentrionale dell'isola Severnyj, nel mare dei Čukči.